# Elvis Évora
Elvis Garcia Monteiro Évora (Sal, 4 de Fevereiro de 1978) é um basquetebolista naturalizado português, nascido na ilha do Sal, Cabo Verde.

## Carreira
Elvis Évora representou o FC Porto de 1998/99 a 2004/05, transferindo-se posteriormente para o Tenerife de Espanha onde esteve uma época. Regressou depois a Portugal para jogar na Ovarense onde esteve de 2006/07 a 2007/08, tendo-se sagrado bicampeão nacional. Transferiu-se na época seguinte para o Gandía BA de Espanha, tendo já no decurso da época 2009/10 regressado a Portugal para representar o Sport Lisboa e Benfica. Elvis Évora conta com vários títulos de Campeão Nacional e da Taça de Portugal.
É internacional pela Seleção Portuguesa de Basquetebol desde 2000, tendo actuado no EuroBasket 2007.

## Títulos
FC Porto
- Liga Portuguesa de Basquetebol: 1998-99; 2003-04
- Taça de Portugal de Basquetebol: 1998-99; 1999-00; 2003-04
- Supertaça de Portugal: 1998-99; 2003-04
- Taça da Liga/Taça Hugo dos Santos: 1999-00; 2001-02; 2003-04

 AD Ovarense
- Liga Portuguesa de Basquetebol: 2006-07; 2007-08
- Supertaça de Portugal: 2006-07; 2007-08

 SL Benfica
- Liga Portuguesa de Basquetebol: 2008-09; 2009-10; 2011-12
- Supertaça Portugal-Angola: 2009-10
- Supertaça de Portugal: 2009-10
- Taça da Liga/Taça Hugo dos Santos: 2010-11